# УТ-2МВ
УТ-2МВ (учебно-тренировочный второй модернизированный вооружённый) — советский лёгкий бомбардировщик и штурмовик, созданный в 1942 году в ОКБ имени Яковлева на базе учебно-тренировочного самолёта УТ-2М. Самолёт серийно не производился.

## История создания
При проектировании УТ-2МВ учитывался опыт применения вооруженного варианта УТ-1 и опыт постройки УТ-2В. За основу конструкции был взят модернизированный вариант УТ-2 самолёт УТ-2М, который обладал менее строгой техникой пилотирования из-за сравнительно с УТ-2 большего запаса устойчивости. Испытания проводили инженеры-лётчики А. В. Синельников и К. А. Калилец. В ходе испытаний была выявлена низкая точность прицельного бомбометания. Согласно постановлению ГОКО от 9 сентября 1942 года на 1942 год планировалось изготовить 17 экземпляров машины, однако серийный выпуск так и не был развёрнут.

## Конструкция
УТ-2МВ представлял собой одномоторный двухместный моноплан, с тянущим винтом, низко расположенным свободнонесущим крылом, открытыми кабинами, расположенными тандемом, и неубирающимся в полёте шасси. На самолёте был установлен поршневой двигатель М-11Ф мощностью 140 л.с. Вооружение бомбовое, на четырёх узлах подвески бомбардировочных замках ДЕР-31 размещались бомбы калибром до 50 кг, причём вылет с четырьмя 50-килограммовыми авиабомбами должен был осуществляться одним членом экипажа, а с двумя бомбами экипаж был полным (2 человека). При одном пилоте также имелась возможность совершить вылет в конфигурации штурмовика с подвеской восьми снарядов РС-82 и двумя авиабомбами по 50 кг.

### Технические характеристики
- Экипаж: 1 (2)
- Длина: 7,00 м
- Размах крыла: 10,20 м
- Высота: 2,55 М
- Площадь крыла: 17,20 м²
- Коэффициент удлинения крыла:
- Профиль крыла:
- Масса пустого: 620 кг
- Масса снаряженного: кг
- Нормальная взлетная масса: кг
- Максимальная взлетная масса: 1150 кг
- Масса полезной нагрузки: кг
- Масса топлива и масла: кг
- Двигатели: 1× М-11Ф
- Мощность: 1× 120 л.с.

### Лётные характеристики
- Максимальная скорость: 215 км/ч
  - у земли:
  - на высоте:
- Крейсерская скорость: 186 км/ч
- Посадочная скорость:
- Практическая дальность: 450 км
- Практический потолок: 3200 м
- Скороподъёмность: м/с
- Нагрузка на крыло: кг/м²
- Тяговооружённость: Вт/кг
- Максимальная эксплуатационная перегрузка: g

### Вооружение
- Пушечно-пулемётное: нет
- Бомбовая нагрузка: 4х 50-кг бомбы или 8х РС-82 и 2х 50-кг бомб[2]